# ERI (idrætsforening)
 For alternative betydninger, se ERI. (Se også artikler, som begynder med ERI)
ERI er en lokal idrætsforening der ligger i Rantzausminde. ERI står for Egense/Rantzausminde Idrætsforening.
| Sport | Spire Denne artikel om sport er en spire som bør udbygges. Du er velkommen til at hjælpe Wikipedia ved at udvide den. |